# 林堯年
林堯年（?—?），清朝政治人物。举人出身。
道光29年（1849年），擔任清朝遵义府婺川縣知縣。后由胡霖樹接任。